# E (kana)
え in hiragana o エ in katakana, è un kana giapponese e rappresenta una mora. La sua pronuncia è [e]; e più precisamente [e̞] o [ɛ̝] (derivazione dal cirillico).
| Forma                          | Rōmaji  | Hiragana                   | Katakana                   |
| ------------------------------ | ------- | -------------------------- | -------------------------- |
| Normale a/i/u/e/o (あ行 a-gyō) | e       | え                         | エ                         |
| Normale a/i/u/e/o (あ行 a-gyō) | ei ee ē | えい, えぃ ええ, えぇ えー | エイ, エィ エエ, エェ エー |

## Scrittura

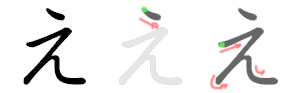
Stile di scrittura di え

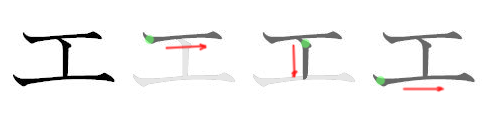
Stile di scrittura di エ

## Rappresentazione in altri sistemi di scrittura
- Braille:

| ●● ●－ －－ |

- Codice Wabun: －・－－－